# Kefar Witkin
Kefar Witkin (hebr.: כפר ויתקין) – moszaw położony w samorządzie regionu Emek Chefer, w Dystrykcie Centralnym, w Izraelu.
Leży na równinie Szaron na południe od miasta Hadera, w otoczeniu moszawów Bet Cherut, Eljasziw, Kefar ha-Ro’e, Ge’ule Teman i Bet Jannaj, oraz wioski Chofit.

## Historia
Pierwotna osada została założona w 1930 przez grupę 20 żydowskich osadników, którzy zamieszkali w starym opuszczonym domu z kamieni. Osada nazywała się Bet ha-Riszonim. W następnych latach rozpoczęto budowę budynków mieszkalnych. Gdy w 1933 osadnicy wprowadzili się do nowych domów, oficjalnie utworzono moszaw nazwany na cześć Josefa Witkina, przywódcy ruchu robotniczego.
20 czerwca 1948 do wybrzeża Palestyny w rejonie Kefar Witkin przypłynął statek „Altalena”. Na jego pokładzie znajdowało się około 1 000 nielegalnych imigrantów z Francji oraz duże ilości broni zakupionej na zachodzie przez żydowską organizację militarną Irgun. Siły Obronne Izraela zezwoliły imigrantom zejść na ląd, lecz od Irgunu zażądały oddania całej broni. Władze izraelskie nie chciały dopuścić, by w żydowskim państwie istniały różne formacje zbrojne i zdecydowanie zwalczały wszystkie grupy, które nie chciały podporządkować się rządowi i wejść w skład regularnej armii. W odpowiedzi członkowie Irgunu zażądali, by przynajmniej 20 % broni pozostała w ich rękach i przepłynęli statkiem do plaży Tel Awiwu. Wówczas na rozkaz premiera Dawida Ben Guriona izraelskie oddziały ostrzelały i zatopiły statek. Zginęło 16 członków Irgunu i 3 żołnierzy izraelskiej armii. Aresztowano także ponad 200 członków Irgunu.

## Gospodarka
Gospodarka moszawu opiera się na intensywnym rolnictwie, sadownictwie (pomarańcze), uprawach w szklarniach, hodowli bydła mleczego i drobiu. W Kefar Witkin znajduje się największy w Izraelu młyn pasz. Produkuje się w nim różnorodne mieszanki paszowe dla bydła, drobiu, królików, gołębi, a nawet dla ryb. Na życzenie klientów do pasz dodaje się witaminy lub śladowe ilości pierwiastków.
Tutejsza winnica produkuje różne rodzaje win.

## Komunikacja
Przez moszaw przebiega droga nr 5720 , którą jadąc w kierunku północnym dojeżdża się do sąsiedniej wioski Chofit i węzła drogowego z  autostradą nr 2  (Tel Awiw–Hajfa), natomiast jadąc w kierunku wschodnim dojeżdża się do skrzyżowania z drogą nr 5710 . Tą drogą można jechać w kierunku południowym do moszawu Bet Cherut, lub w kierunku wschodnim do skrzyżowania z  drogą ekspresową nr 4  (Erez–Kefar Rosz ha-Nikra).